# 莫斯科大公国内战
莫斯科大公国内战是莫斯科大公國瓦西里二世统治时期（1425年至1453年）的一場內戰，也是莫斯科大公国历史上的第一場内战。交战两方一方莫斯科大公瓦西里二世，另一方为他的叔叔尤里·德米特里耶维奇和他的儿子瓦西里·科索伊和德米特里·舍米亚卡。尤里·德米特里耶维奇的黨羽一度攻佔了莫斯科，但最终瓦西里二世重新夺回了王位。 